# Pleisenhütte
Die Pleisenhütte ist eine privat geführte Schutzhütte in 1757 m ü. A. südwestlich unterhalb der Pleisenspitze und hoch über der Ortschaft Scharnitz mit Blick auf die Gipfel des Karwendel- und Wettersteingebirges. Damit befindet sich die Hütte im westlichsten Teil des Karwendels in Tirol nicht weit entfernt von der Grenze zu Bayern.
Wegen der aussichtsreichen Lage und den Tourenmöglichkeiten ist die Hütte für Bergsteiger ein Stützpunkt bei mehrtägigen Touren, beispielsweise längeren Karwendeldurchquerungen (Toni-Gaugg-Höhenweg zum Karwendelhaus), aber auch bei vielen Gipfelbesteigungen.

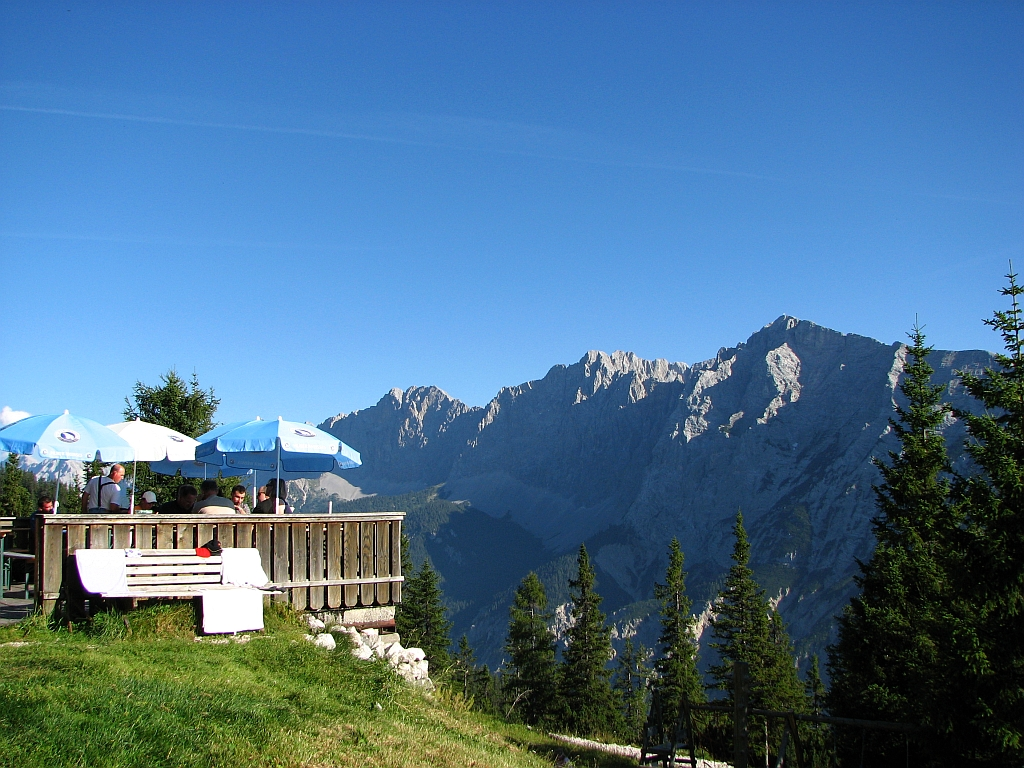
Die Terrasse der Pleisenhütte mit Blick auf die Gleirsch-Halltal-Kette

## Geschichte
Legendär war der am 1. Februar 2007 im 88. Lebensjahr verstorbene Erbauer der Hütte, Toni Gaugg, genannt Pleisentoni. Er war der Senior-Hüttenwirt der Pleisenhütte und galt als der „Luis Trenker des Karwendels“. Er ist neben der Hütte bei der Kapelle begraben.
Nachdem der Pleisentoni aus der Kriegsgefangenschaft im Zweiten Weltkrieg heimkam, verwirklichte er seinen Lebenstraum, auf seinem Lieblingsberg, dem Pleisen, eine Berghütte zu errichten. Es gab seinerzeit noch keinen befestigten Weg hinauf und das Schlagen von Holz auf dem Pleisen war aus Naturschutzgründen untersagt. Also brachte der Pleisentoni alle Baustoffe, die er nicht vor Ort fand, in Eigenregie hinauf – vorerst zu Fuß. Später verfügte er über einen Unimog. Anfang der 1980er Jahre wurde die Pleisenhütte ausgebaut.
Heute bewirtschaftet sein Sohn Siggi die Hütte.
Anton Gaugg war auch Höhlenforscher. Er fand 1951 in der Vorderkarhöhle ein 7000 bis 8000 Jahre altes Skelett eines Elchkalbes. Dies ist wegen seiner Erhaltung einzigartig.

## Zugang
- Von Scharnitz über den Hüttenweg, leicht, Gehzeit: 3 Stunden (nur für Geübte mit dem Mountainbike befahrbar; der Weg ist breit und befestigt, aber in großen Teilen sehr steil und voller Geröll). Bis zu einer Stunde vor der Hütte sind viele Quellen und Wasserläufe mit Trinkwasser vorhanden.

## Übergänge
- Karwendelhaus über Hinterkar, Breitgrieskar, Marxenkar und Brendelsteig, hochalpin, nur für Geübte, Gehzeit ca. 8 Stunden
Anmerkung: Der Weg zum Karwendelhaus (Toni-Gaugg-Höhenweg) verläuft unter anderem durch das Breitgrieskar, wo sich eine spartanische Biwakschachtel befindet. Diese Überquerung erfordert sehr gute Kondition und Ausdauer sowie sichere Weg- und Wetterverhältnisse. Sie ist nur trittsicheren und schwindelfreien Geübten mit alpiner Erfahrung vorbehalten. Eine Schlüsselstelle bildet der Gegenanstieg zum Brendelsteig (Abstieg zum Karwendelhaus).

## Gipfelbesteigungen
- Pleisenspitze (2569 m ü. A.) durch das Vorderkar und über den Hinteren Pleisengrat, leicht, Gehzeit: 2½ Stunden (im Winter als Skitour und Schneeschuhtour).
- Die Larchetkarspitze (2541 m ü. A.) über das Mitterkar bietet sich wegen ihrer Brüchigkeit ausschließlich im Winter als Skitour an.